# Kevin Stitt
John Kevin Stitt (født 28. december 1972) er en amerikansk forretningsmand og politiker fra Det Republikanske Parti, der har været guvernør i delstaten Oklahoma siden januar 2019. Stitt er medlem af Cherokee Nation og det første medlem af et oprindeligt amerikansk folk som er blevet guvernør i en amerikansk delstat, og Oklahomas anden guvernør af indfødt afstamning efter Johnston Murray.
Stitt voksede op i Norman, Oklahoma, og dimitterede fra Oklahoma State University med en eksamen i regnskab. Han er grundlægger og tidligere bestyrelsesformand og administrerende direktør for Gateway Mortgage Group.

## Opvækst
Stitt er født i Milton, Florida, og tilbragte sine første år i Wayne, Oklahoma. Senere flyttede han senere til Norman, hvor hans far var præst i Riverside Church. Han dimitterede fra Norman High School og fra Oklahoma State University med en eksamen i regnskab. I studietiden arbejdede Stitt som dørsælger for firmeat Southwestern Advantage.